# Hitman (film, 1998)
Pour plus de détails, voir Fiche technique et Distribution.
Hitman (殺手之王, Sat sau ji wong) est un film hongkongais réalisé par Wei Tung, sorti en 1998.

## Synopsis
À Hong Kong, un mystérieux tueur à gages connu sous le nom de « Roi des tueurs » a assassiné un riche ancien chef du crime yakuza nommé Tsukamoto. Parce que Tsukamoto avait créé un fonds de vengeance en cas d'assassinat, une prime de 100 millions de dollars est placée sur le roi. Le petit-fils avide de pouvoir du défunt, Eiji, devient le nouveau chef de la famille Tsukamoto et l'un des chasseurs de primes.
Un ancien soldat nommé Fu (Jet Li) fait partie d'un petit gang qui apprend l'existence de la prime. Il tente d'entrer dans le bâtiment où les avocats de Tsukamoto discutent des termes du fonds de vengeance, mais est repoussé par la sécurité. Lorsqu'il se défend, ses compétences en arts martiaux attirent l'attention de Lo, un petit criminel miteux. Lo cherche également la prime sur le roi des tueurs et accepte d'embaucher Fu comme muscle. L'inspecteur Chan, membre du bureau de sécurité de Hong Kong, les avertit de ne pas poursuivre l'affaire. Pour tester les capacités de Fu, Lo accepte un petit contrat pour tuer un membre d'un gang local, tout en équipant Fu et en lui permettant de vivre dans sa maison. Fu rencontre bientôt Kiki, la fille de Lo, qui est une avocate prospère et qui a honte des activités louches de son père.
Martin, l'avocat en chef du fonds de vengeance de Tsukamoto, découvre qu'avant sa mort, le seigneur du crime a été contraint d'avaler de vieux billets à ordre chinois du temps de guerre. Il vend ces informations aux chasseurs de primes, et comme Eiji est prêt à payer le montant le plus élevé, il est le premier à apprendre les codes de série sur les billets. Fu et Lo suivent Eiji jusqu'à un petit complexe d'appartements, où ils apprennent que le suspect est un vieil homme nommé Oncle Leung, une connaissance de Lo qu'il recherchait auparavant. Malgré tous leurs efforts pour combattre plusieurs tueurs à gages Yakuza et un assassin caucasien brandissant une grenade déguisé en prêtre que Fu tue avec sa propre grenade, Fu et Lo sont incapables d'extraire Leung, qui souffre d'une crise cardiaque et meurt pendant leur évasion et est ensuite abattu. dans la tête par Eiji.
De retour à l'appartement de Lo, celui-ci dit la vérité à Fu : il y a des années, il avait rencontré oncle Leung et, en discutant avec lui, il avait appris que le vieil homme était un vétéran dont toute la famille avait été tuée par les Japonais pendant la Seconde Guerre sino-japonaise. Leung voulait désormais se venger des meurtriers de sa famille, mais la seule richesse qu'il possédait était les billets à ordre. Prenant pitié de lui, Lo a dit à Leung de conserver les billets et, en cas de meurtre du Japonais qu'il voulait mort, de les encaisser et de transférer l'argent sur son compte bancaire. Lo n'avait appris que récemment que Tsukamoto était l'homme que Leung voulait tuer, et une fois que le seigneur du crime avait été assassiné par le roi des tueurs, Leung avait fait ce que Lo avait demandé et avait transféré l'argent des billets sur son compte bancaire. Cela avait créé une trace écrite qui impliquait Lo en tant que roi.
Avant que Fu et Lo ne puissent planifier davantage, leur appartement est soudainement attaqué par deux chasseurs de primes. Ils parviennent à peine à s'échapper et Lo envisage de disparaître en Chine continentale. Avant de partir, ils décident d'assister à la soirée de remise des diplômes de Kiki. Lors de l'événement, Fu rencontre à nouveau l'inspecteur Chan et en déduit que ce dernier est en fait le vrai roi lorsqu'il avoue qu'il sait que Lo n'est pas vraiment l'assassin recherché. Fu et Lo se rendent ensuite au penthouse d'Eiji pour rencontrer Martin, où Fu tire sur Lo et demande à encaisser la prime. Martin les informe cependant qu'Eiji a modifié les termes du fonds afin que peu importe qui tue le roi, ce soit lui qui reçoive l'argent.
Un combat massif s'ensuit dans le penthouse et bientôt l'inspecteur Chan arrive en tant que roi pour aider Fu et Lo. Ils parviennent à tuer Eiji et tous ses hommes, laissant Martin réécrire les termes du fonds. Plus tard, on les voit ensemble, partageant l'argent et discutant de leurs projets futurs. Chan prend sa retraite et recrute Fu pour agir en tant que nouveau roi.

## Fiche technique
- Titre français : Hitman
- Titre anglais : The Hitman
- Titre original : 殺手之王 (Sat sau ji wong)
- Autre titre : The Contract Killer
- Réalisation : Wei Tung
- Scénario : Wei Tung
- Producteur : Gordon Chan
- Musique : Jussi Tegelman
- Photographie : Arthur Wong
- Montage : Cheung Ka-Fai
- Société de production : China Star Entertainment, Win's Entertainment Ltd
- Distribution : 
  - Hong Kong : China Star Entertainment
- Pays d'origine :  Hong Kong
- Genre : Comédie d'action
- Durée : 103 minutes
- Date de sortie :
  - Hong Kong : 3 avril 1998

## Distribution
- Jet Li (VF : Pierre-François Pistorio) : Fu alias Hitman
- Eric Tsang (VF : Patrice Dozier) : Ngok Lo
- Simon Yam : Officier Chan Kwan
- Gigi Leung : Kiki
- Keiji Sato (VF : Serge Faliu) : Eiji Tsukamoto
- Paul Rapovski : Garde du corps de Eiji
- Kwong Kim Yip (VF : Pierre Tessier) : Martin
- John Ching : Kau
- Kenji Sahara : Mr. Tsukamoto